# غلاديس أندرسون إيمرسون
غلاديس أندرسون إيمرسون (بالإنجليزية: Gladys Anderson Emerson)‏ هي اخصائيه تغذية ومؤرخة وعالمة كيمياء حيوية أمريكية، ولدت في 1 يوليو 1903 في كالدويل في الولايات المتحدة، وتوفيت في 18 يناير 1984 في سانتا مونيكا في الولايات المتحدة.

## النشأة والتعليم
ولدت غلاديس أندرسون في 1 يوليو من عام 1903، في كالدويل، كنساس. كانت الطفلة الوحيدة لأوتيس ولويز (ويليامز) أندرسون. التحقت غلاديس بالمدرسة الابتدائية في فورت وورث في تكساس ثم التحقت بالمدرسة الثانوية في إلرينو في اوكلاهوما.
حصلت إيمرسون على درجة بكالوريوس العلوم في الكيمياء والفيزياء وعلى بكالوريوس الآداب في اللغة الإنجليزية من كلية أوكلاهوما للنساء. وفي عام 1926، حصلت على درجة ماجستير الآداب في التاريخ والاقتصاد من جامعة ستانفورد.
عملت في البداية كرئيسة قسم في إحدى المدارس الثانوية، ثم درست الجغرافيا والتاريخ؛ قبلت إيمرسون لاحقاً زمالة في الكيمياء الحيوية والتغذية من جامعة كاليفورنيا في بيركلي. ومن ثم أكملت دراستها وحصلت على درجة الدكتوراه في تغذية الحيوان والكيمياء الحيوية من جامعة كاليفورنيا في بيركلي في عام 1932.
تزوجت غلاديس من زميلها الدكتور أوليفر هادلستون إيمرسون في عام 1932. وبعد ذلك مباشرةً، تم قبول كلاً منهما كباحثين ما بعد الدكتوراه في جامعة غوتينغن في ألمانيا. حيث عملت غلاديس مع كل من أدولف فينداوس وأدولف بوتنانت الحاصلين على جائزة نوبل.

## مسيرتها البحثية
عملت كزميلة باحثة في معهد البيولوجيا التجريبية في جامعة كاليفورنيا في بيركلي بين عامي 1933 و1942، حيث عملت مع هربرت ماكلين إيفانس. على الرغم من أن هربرت هو من اكتشف فيتامين إي وأسماه إلا أن غلاديس إيمرسون كانت أول شخص يعزل هذا الفيتامين عن طريق الحصول على توكوفيرول ألفا من زيت جنين القمح. في عام 1940، حصلت على طلاقها من زوجها.
في عام 1942، عملت غلاديس لصالح ميرك آند كو كباحثة في فريق العمل، حيث استمرت بهذا العمل لمدة 14 عاماً، وبلغ عملها هذا ذروته عندما عيّنت كرئيسة لقسم التغذية الحيوانية. عملت إيمرسون مع القردة من نوع المكاك الريسوسي ودرست فيتامينات بي. أثناء عمل غلاديس في ميرك آند كو، حددت تأثير نقص فيتامين بي6 كعامل مساهم في تطور التصلب الشرياني أو تصلب الشرايين.
بحثت غلاديس بين عامي 1950 و1953 في معهد سلون كيترينغ في العلاقة بين النظام الغذائي والسرطان.
في عام 1956، أصبحت غلاديس أساذة تغذية في كلية الآداب والعلوم في جامعة كاليفورنيا في لوس أنجلوس؛ وفي عام 1961، انتقلت إلى قسم العلوم الغذائية في كلية الصحة العامة بالجامعة، حيث شغلت منصب نائب رئيس مجلس الإدارة بين عامي 1962 و1970.
قام الرئيس ريتشارد نيكسون في عام 1969 بتعيين إيمرسون كنائب لرئيس لجنة توفير الغذاء المؤثرة على المستهلك (مؤتمر البيت الأبيض المعني بالأغذية والتغذية والصحة). في عام 1970، عملت إيمرسون كشاهدة خبيرة قبل جلسة إقرار إدارة الغذاء والدواء للفيتامينات والمكملات المعدنية والمواد المضافة إلى الغذاء.

## الحياة الشخصية
وفقاً لما وصفتها به زميلتها وصديقتها المقربة، كانت إيمرسون مازحة بشكل دائم؛ حيث أنه بعد وقت قصير من حصولها على امتيازات في مرآب ميرك آند كو، حصلت على تذكرة وقوف، فقامت بوضعها على الزجاج الأمامي لزميلها كارل أوغست فولكرز الذي كان يعمل حتى وقت متأخر من اليوم، فاتصل فولكرز بها عندما وصل إلى منزله في الساعة الثانية صباحاً ليخبرها بأنها مخادعة كثيرة المزاح.
توفيت إيمرسون في 18 يناير من عام 1984 في سانتا مونيكا في كاليفورنيا؛ وتم دفنها بالقرب من والديها في إلرينو، أوكلاهوما في 24 يناير من عام 1984.
كان الدكتورة إيمرسون مستشارة للكثير من طلاب الدراسات العليا. وعمل الطلاب الآسيويون على وجه الخصوص بناءً على توجيهاتها وكافئوها بنجاحاتهم المتلاحقة. لقد سُرّت غلاديس بالترفيه عن الطلاب الأجانب وأعضاء هيئة التدريس والأصدقاء في منزلها كما أثارت إعجاب جميع الأشخاص الذين تواصلت معهم بسبب حنانها وحماسها.
أعربت الدكتورة تاكيو كيشي –أستاذة الكيمياء الحيوية في جامعة كوبيغاكوين في كوبي، اليابان، وأرملة أحد طلاب الدكتورة إيمرسون– عن أسفها قائلةً: «ليس لدي أي كلمة للتعبير عن حزني. كانت الدكتور إيمرسون شخصاً لا غنى عنه بالنسبة لنا، أكثر من آبائنا».
كما كتبت المستشارة السابقة للحرم الجامعي في جامعة كاليفورنيا في ديفيس، إميل مراك: «يمكنني أن أؤكد لكم بصفتي رئيسة اللجنة التنفيذية لمؤسسة التغذية آنذاك أنه منذ أن كانت غلاديس في جامعة كاليفورنيا في لوس أنجلوس، لم يقتصر تأثيرها في مجال التغذية محلياً فحسب، بل كان لها تأثيراً وطنياً أيضاً؛ كما أن أفكارها وتأثيراتها تخللت بسهولة إلى المنظمة بأكملها».
كتب الدكتور توماس جوكس، الأستاذ الفخري وأخصائي التغذية المعاصر في جامعة كاليفورنيا في بيركلي: «إننا نتذكر غلاديس كعالمة عظيمة، وكرائدة بين النساء العالمات».

## إسهاماتها
خلال مسيرة مهنية امتدت لنحو خمسين عاماً، ألقت الدكتور إيمرسون محاضرات عديدة وأجرت أبحاثاً في بعض أبرز المنشآت في الولايات المتحدة. كما عملت في هيئة التدريس بمعهد سلون كيترينغ لأبحاث السرطان، وشغلت منصب رئيس قسم التغذية الحيوانية في معهد ميرك. وقد أثنى عليها الرئيس ريتشارد نيكسون آنذاك بصفتها نائبة رئيس مؤتمر البيت الأبيض المعني بالغذاء والتغذية والصحة. عملت الدكتورة إيمرسون خلال عدة مراحل من حياتها المهنية كمستشارة في تلفزيون هيئة الإذاعة الوطنية والأمم المتحدة ووول ستريت جورنال والجمعية الطبية الأمريكية وغيرها.
كانت إيمرسون أيضاً المتحدثة الرئيسية في عشرات المؤتمرات الوطنية والدولية خلال حياتها، وظهر العديد من أبحاثها العلمية - أكثر من 100 منها - في المجلات البحثية الرائدة في جميع أنحاء العالم.
على الرغم من واجباتها التعليمية والإدارية الصعبة، أنشأت إيمرسون برنامجاً بحثياً نشطاً، ولهذا السبب حازت على تقدير العديد من أقرانها. كما ألقت محاضرات في المؤتمرات والجامعات حول العالم، وألّفت أكثر من 120 بحثاً علمياً. كما أنه لايزال يستعان ويقتبس من نتائج أبحاثها في أدبيات العلوم الغذائية والنصوص العلمية.
بعد وفاتها في عام 1984، تلقت جامعة العلوم والفنون في أوكلاهوما وصية من إرث الدكتورة إيمرسون، والتي تم استخدامها من أجل زيادة فرص التعلم متعددة التخصصات والبحث العلمي.

## الجوائز والعضوية
حصلت إيمرسون على العديد من الجوائز. وفي سن التاسعة والثلاثين، اختارتها كلية أوكلاهوما للعلوم والفنون لتكريمها عند إنشاء الجامعة لقاعة مشاهير الخريجين في عام 1972.  كما حصلت على ميدالية غارفان من الجمعية الكيميائية الأمريكية لكونها كيميائية بارزة في عام 1952. كانت رئيسة وطنية لجمعية إيوتا سيغما باي 1951- 1957، وهي جمعية كيميائية فخرية للنساء. كانت أيضاً عضواً في سيغما كاي، وهي الجمعية الفخرية لأبحاث العلوم، كما كانت رئيسة وطنية لدلتا أوميغا بين عامي 1971 و1972، وهي الجمعية الفخرية للصحة العامة.
كانت عضواً في لجنة أبحاث مجلس الشيوخ الأكاديمي في جامعة كاليفورنيا في لوس أنجلوس، وعضواً في لجنة الموازنة والعلاقات بين والإدارات، ورئيسة لجنة العلاقات الفخرية بالجامعة بين عامي 1967-1969.